# Jessica Grieco
Jessica Grieco (Allentown, Pennsilvània, 10 d'agost de 1973) va ser una ciclista nord-americana. Va competir tant en carretera com en pista, guanyat una medalla al Campionat del món de Puntuació.

## Palmarès en ruta
- 1988
  - 1a al Fitchburg Longsjo Classic
- 1990
  - Vencedora d'una etapa al Tour de Toona
- 1995
  - 1a al Tour de Somerville
  - Vencedora d'una etapa al Fitchburg Longsjo Classic
- 1995
  - 1a al Tour de Somerville

## Palmarès en pista
- 1991
  -  Campiona del món júnior en Persecució
- 1995
  -  Campiona dels Estats Units en Puntuació